# Пункция
Пу́нкция (лат. punctio — укол) — медицинская процедура, прокол стенки сосуда (чаще вены), полости или какого-либо органа с лечебной или диагностической целью. Часто производится с обеими целями сразу.

## Классификация по цели медицинской манипуляции

### С диагностическими целями
При проведении манипуляции осуществляется забор биологического материала (например, плеврального выпота для культуральной диагностики), измеряется давление в крупных сосудах или в сердце, вводятся контрастные вещества для рентгенодиагностики. Терминология также используется в процедуре внутривенных инъекций для контроля проникновения иглы в кровеносный сосуд (контрольная пункция).

### С лечебными целями
При проведении манипуляции (например, рентгенологической картине гемоторакса) пунктируют плевральную полость и удаляют жидкость.
В качестве лечения во время пункции может производиться введение лекарственных веществ, извлечение избытка жидкости (например, кровопускание) или воздуха, а также промывание.

## Основные виды пункции
Хирургические:
- Люмбальная (лат. lumbalis — поясничный)
- Стернальная (лат. sternum — грудина)
- Плевральная (лат. pleura — плевра)
- Пункция перикарда
- Медиастенальная (лат. mediastenum — средостение)
- Абдоминальная (лат. abdomen — живот, брюшная полость)
- Пункция мочевого пузыря
- Пункция сустава
- Трахеостомическая

Диагностические пункции также применяются в гинекологии:
- Пункция заднего свода влагалища (Дугласово пространство)
- Пункция кист влагалища
- Пункция фолликулов (Экстракорпоральное оплодотворение)

### Пункция брюшной полости
- Назначение:

Предпринимают для удаления скопившегося в брюшной полости асцита, наложения пневмоперитонеума, введения различных лекарственных веществ. Пункцию выполняет врач в асептических условиях. Медсестра готовит всё необходимое для пункции и помогает врачу во время процедуры, готовит больного, поддерживает его во время манипуляции и наблюдает за ним после пункции в палате.
- Методика:

Для пункции необходимы: стерильные инструменты (специальный троакар, пуговчатый зонд, иглы и шприцы для местной анестезии, инструменты для наложения швов), стерильные салфетки, помазки, ватные шарики, широкое плотное полотенце, стерильные пробирки, стерильный 1—2 % раствор новокаина, спиртовой раствор йода, спирт, клеол, таз для собирания асцитической жидкости.
Больному накануне или рано утром в день пункции очищают кишечник клизмой, а перед пункцией он освобождает мочевой пузырь. Непосредственно перед пункцией делают подкожную инъекцию промедола с кордиамином. Для выпускания асцита больного усаживают на стул так, чтобы спина имела опору, а между ног его на пол ставят таз. Обрабатывают кожу, намечают и анестезируют новокаином место прокола. Троакаром прокалывают брюшную стенку и извлекают мандрен. Первые порции свободно истекающей жидкости берут в пробирку для исследования, а затем жидкость стекает в таз. Когда напряжение струи ослабевает, начинают стягивать живот полотенцем, чтобы восстановить внутрибрюшное давление. После извлечения троакара место прокола обрабатывают спиртовым раствором йода и спиртом и заклеивают асептической наклейкой или накладывают 1—2 шёлковых шва на кожу. Полотенце, стягивающее живот, зашивают и больного увозят в палату на каталке. Для наложения пневмоперитонеума больного укладывают на спину. Газ (чаще кислород) вводят в брюшную полость при помощи аппарата для пневмоторакса медленно, под контролем состояния больного.

## Пункция под контролем УЗИ
- Назначение:

Применяется для диагностики и лечения патологических жидкостных скоплений (абсцессы, кисты, гематомы, мочевые затёки и др), расположенных в брюшной полости, плевральных полостях, полости перикарда и пр. Характеризуется высокой точностью попадания и наибольшей безопасностью. Применяются специальные иглы, имеющие ультразвуковые метки на рабочем конце.
- Методика:

Под контролем УЗИ выбирают наиболее безопасную траекторию проведения иглы. В зависимости от задачи пункции, размеров и глубины расположения пунктируемого образования и выбранной траектории пункции выбирают иглу определённого типа заточки, длины и диаметра. Осуществляют местную анестезию кожи в месте прокола и тканей по ходу иглы. Введение иглы осуществляют при помощи пункционного датчика, пункционной насадки к ультразвуковому датчику или методом «свободной руки». После попадания иглы в полость под УЗИ-контролем аспирируют содержимое, осуществляют санацию (промывание), вводят лекарственные средства. Иглу удаляют.

## Пункция костей

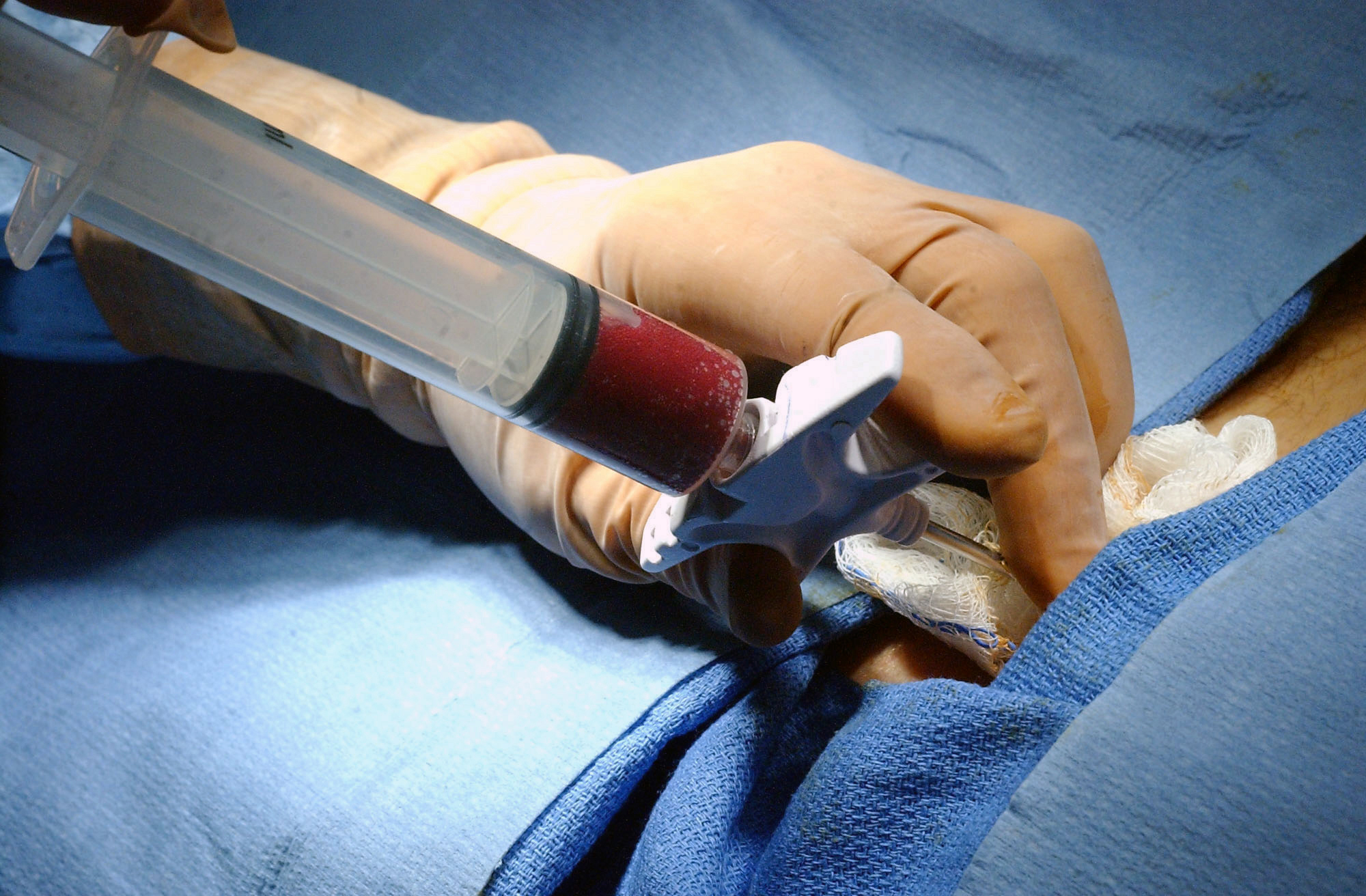
Проведение пункции.

- Назначение:

Пункцию костей (грудины, подвздошной, пяточной, эпифиза большеберцовой) производят донорам с целью получения костного мозга и больным для исследования костного мозга и для переливания крови и кровезаменителей.
- Методика:

Пункцию делают иглой Кассирского. Готовят хорошо притёртый и пригнанный к игле Кассирского шприц, другие иглы, 1—2 % раствор новокаина для анестезии, спирт, эфир, спиртовой раствор йода, предметные стёкла, шлифованное стекло для мазков. Инструменты стерилизуют, операционное поле и руки готовят как для операции. Игла Кассирского и шприц для аспирации должны быть не только стерильные, но и сухие, так как иначе может произойти гемолиз. Высушивают их непосредственно перед пункцией промыванием сначала спиртом, а затем эфиром.
- Пункция грудины:

Больного укладывают на спину на твёрдую низкую кушетку, рубашку снимают. Место для пункции — тело грудины на уровне третьего межреберья по средней линии или слегка отступая от средней линии вправо. Делают сразу прокол кожи и наружной костной пластинки грудины; прохождение иглы через костную пластинку сопровождается характерным хрустом и ощущением преодолённого сопротивления. После этого мандрен извлекают, а на иглу насаживают шприц и всасывают костный мозг. Аспирация ощущается больным в форме несильной тянущей боли. Получив пунктат (часто довольно скудный), делают мазки, а иглу извлекают. К месту прокола прижимают ватный шарик, пропитанный коллодием, делают наклейку.
- Пункция подвздошной кости:

Наиболее выгодным местом для прокола считают гребень подвздошной кости вблизи от передне-верхней её ости. После подготовки и анестезии кожи иглу сверлящими движениями вводят прямо перпендикулярно в кость на глубину 2 см, после чего аспирируют костный мозг.
- Пункция пяточной кости:

Делают аналогично на глубину 1—2 см.

## Пункция плевральной полости

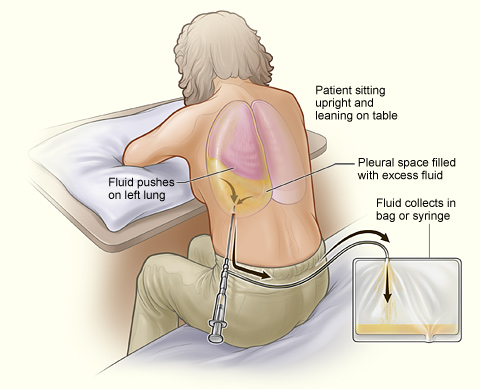
Пункция левой плевральной полости при экссудативном плеврите

- Назначение:

При скоплении в плевральной полости воспалительной или отёчной жидкости часть её извлекают путём прокола с целью диагностики и лечения.
- Исследовательская методика:

Для диагностического прокола обычно пользуются 20-граммовым шприцем и иглой (длина 7—10 см, диаметр 1—1,2 мм, срез под углом 45 градусов). Для местного обезболивания готовят 1—2 % раствор новокаина, шприц или хлорэтан. Для исследования жидкости — 2—3 стерильные пробирки и столько же предметных стёкол для мазков. Кроме того, берут спирт, спиртовой раствор йода, коллодий или клеол, стерильные ватные шарики, помазки и пинцет. Пункцию выполняют в перевязочной или в палате. Больного усаживают на перевязочный стол спиной к врачу и лицом к поддерживающей его медсестре. Руку со стороны пункции больной кладёт на голову или на противоположное плечо, чтобы межрёберные промежутки на стороне прокола были шире. Место прокола выбирает врач по данным осмотра, выстукивания, выслушивания и рентгеноскопии. Руки готовят как для операции. Операционное поле обрабатывают спиртовым раствором йода и спиртом. После анестезии делают прокол у верхнего края ребра, перпендикулярно грудной клетке. Полученную жидкость из шприца вливают в пробирки и делают мазки для микроскопии.
- Лечебная методика:

С лечебной целью используют прокол, вводя в плевральную полость антибиотики. После окончания пункции иглу извлекают быстрым движением, держа вблизи прокола наготове вату, смоченную коллодием, для немедленного закрытия отверстия прокола. При значительном скоплении жидкости в полости плевры используют плевроаспиратор, который представляет собой стеклянный сосуд ёмкостью 500 мл с делениями. Резиновая пробка с двумя металлическими дисками, соединёнными в центре винтом, плотно закрывает горловину сосуда. Через пробку проходят в сосуд две стеклянные трубки: длинная, наружный конец которой соединён резиновой трубкой с иглой или троакаром, и короткая, соединённая резиновой трубкой с насосом. На резиновых трубках недалеко от места их соединения со стеклянными имеются зажимы. Все части аппарата (за исключением насоса) перед использованием разъединяют, тщательно промывают и хранят в сухом виде. Отсасывание жидкости начинают с выкачивания воздуха из сосуда. Делают это насосом при открытом кране на короткой трубке и закрытом — на длинной, соединённой с иглой. После откачивания кран на трубке, соединённой с насосом, закрывают. Выполняют пункцию, как описано выше, и открывают кран, соединяющий сосуд с иглой. Жидкость из полости плевры вследствие разницы давлений устремляется в сосуд. Когда сосуд наполнен, нужно зажать отверстие трубочки, соединённой с иглой, извлечь из сосуда пробку и вылить жидкость. Затем вставляют пробку и повторяют откачивание воздуха и отсасывание жидкости 2—3 раза.

## Люмбальная пункция
Спинномозговую жидкость извлекают пункционной иглой как с диагностической, так и с лечебной целью.

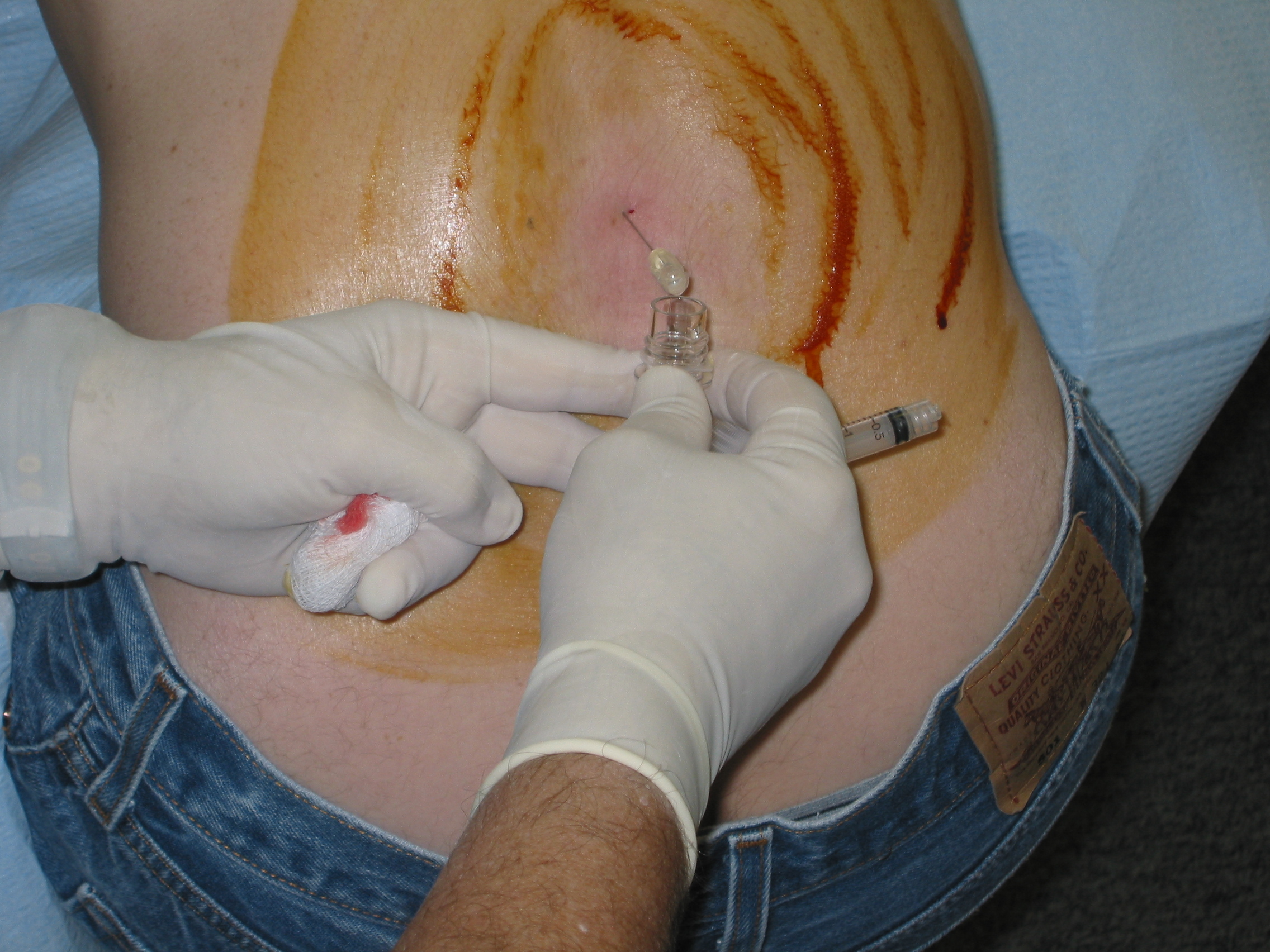
Проведение люмбальной пункции.

Пункцию производит врач. Медсестра готовит пункционную бировскую иглу с мандреном или инъекционную иглу длиной 5—6 см; в детской практике применяют только простые иглы. Помимо игл, сестра должна подготовить йод для обработки кожи, эфир, 0,25 % раствор новокаина для взятия спинномозговой жидкости. Больного укладывают на правый или левый бок как можно ближе к краю кровати; ноги приводят к животу, а голову наклоняют к груди, отчего спина выгибается дугой и остистые отростки отходят друг от друга. Иглу вводят в промежуток между III и IV поясничным позвонком или на позвонок выше (ниже). Для диагностики берут в пробирку 10 мл жидкости, отмечая давление, под которым жидкость вытекает и степень её прозрачности, бесцветности.
В норме спинномозговая жидкость имеет вид дистиллированной воды и вытекает с частотой приблизительно 60 капель/мин. При повышении давления капли могут сливаться в отвесную струю или даже вытекать дугообразной струёй. В патологических случаях жидкость иногда приобретает желтоватый оттенок (ксантохромия) или становится совсем мутной (например, при воспалении мозговых оболочек). При извлечении иглы место укола заклеивают ваткой с коллодием. В течение 2 часов после пункции больной должен лежать на животе, подушку кладут под живот. В России в течение суток больному запрещают вставать с кровати. В зарубежных клиниках постельный режим дольше часа признан неэффективным и больше не практикуется. У некоторых больных (особенно у лиц с неустойчивой нервной системой) после пункции могут появиться общая слабость, головная боль, боль в спине, тошнота (рвота), задержка мочеиспускания, то есть явления раздражения мозговых оболочек. В этих случаях назначают уротропин внутривенно, орально — амидопирин, фенацетин.

## Пункционная биопсия
Предназначена для биопсии всех видов мягких тканей (печень, почки, щитовидная, поджелудочная, предстательная, молочная железы и др.)
Для пункционной биопсии применяют три группы игл: 
- аспирационные;
- модифицированные аспирационные;
- режущие.

Аспирационные иглы имеют тонкостенные канюли с кончиками, заточенными под разными углами, используются для проведения прицельной тонкоигольной биопсии с аспирацией материала для цитологического исследования.
Модифицированные аспирационные иглы имеют канюлю с заточенными острыми краями и кончики различной формы, предназначены для взятия как цитологических, так и гистологических образцов.
Режущие иглы бывают трёх типов: 
1. Menghini, с остро заточенным рабочим концом,
2. Tru-Cut, имеет канюлю с острыми краями и внутренний стилет с вырезкой,
3. пружинно-режущие со специальным «пистолетом».

Предназначены для получения образца тканей для гистологического исследования.
Методика выполнения и диагностическая точность исследования зависит от типа применяемой иглы и может достигать 93—95 %, что сравнимо с обычной гистологией.